# 吴巍
吴巍（1963年2月—），男，汉族，北京人，中华人民共和国政治人物。现任中国基督教协会会长。第十二、十三、十四届全国政协委员。